# Carl Bernhard Wadström
Carl Bernhard Wadström, född 19 april 1746 i Stockholm, död 6 april 1799 i Versailles, var en svensk assessor, nationalekonom, skriftställare, tecknare, målare och slaveriabolitionist. 
Han var son till assessorn i Svea hovrätt Carl Niklas Wadström och Maria Helena Blomberg och från 1779 gift med Ulrica Westerberg samt farbror till Carl Gustaf Wadström.

## Arbetet för svenska staten
Efter bergsexamen i Uppsala och en lantmäteriexamen 1766 anställdes han vid Bergskollegium. Där var han bland annat assistent åt Sven Rinman och fick tidigt en rad viktiga uppdrag. Under en följd av år var han mångsidigt verksam med utvecklingen av den svenska industrin och det svenska näringslivet. Han ledde 1768–1769 byggandet av Trollhätte kanal och utsågs 1770 att vid Avesta kopparverk bygga det första svenska valsverket för kopparbleck. För textilindustrin konstruerade han 1782 en spinn- och kardmaskin.
Wadström gjorde ett antal resor utomlands, bland annat för att i Solingen 1774 studera vapensmideskonsten och därifrån till Sverige hemföra skickliga vapensmeder. År 1776 studerade han utländska järnförädlingsfabriker och år 1778 anlade han den första svenska fabriken för kirurgiska instrument. 
År 1783 utnämndes Wadström till överdirektör vid svenska Kontrollverket för guld och silver, från vilken befattning han utan egen begäran 1790 erhöll avsked, samt blev, på grund av de insikter han ådagalagt i statsekonomi 1787 förordnad till ledamot i kommerskollegium.
Han engagerade sig livligt i swedenborgianism och enligt Leopold skall hans anslutning vara den direkta anledningen till Kellgren satiren Man eger ej snille för det man är galen. Han var en av stiftarna till Exegetiska och Philantropiska Sällskapet som till ändamål hade att utge Swedenborgs skrifter och arbeta för förverkligandet av dennes tankar om ett samhälle utan herrar och slavar.

## Arbetet mot slavhandeln

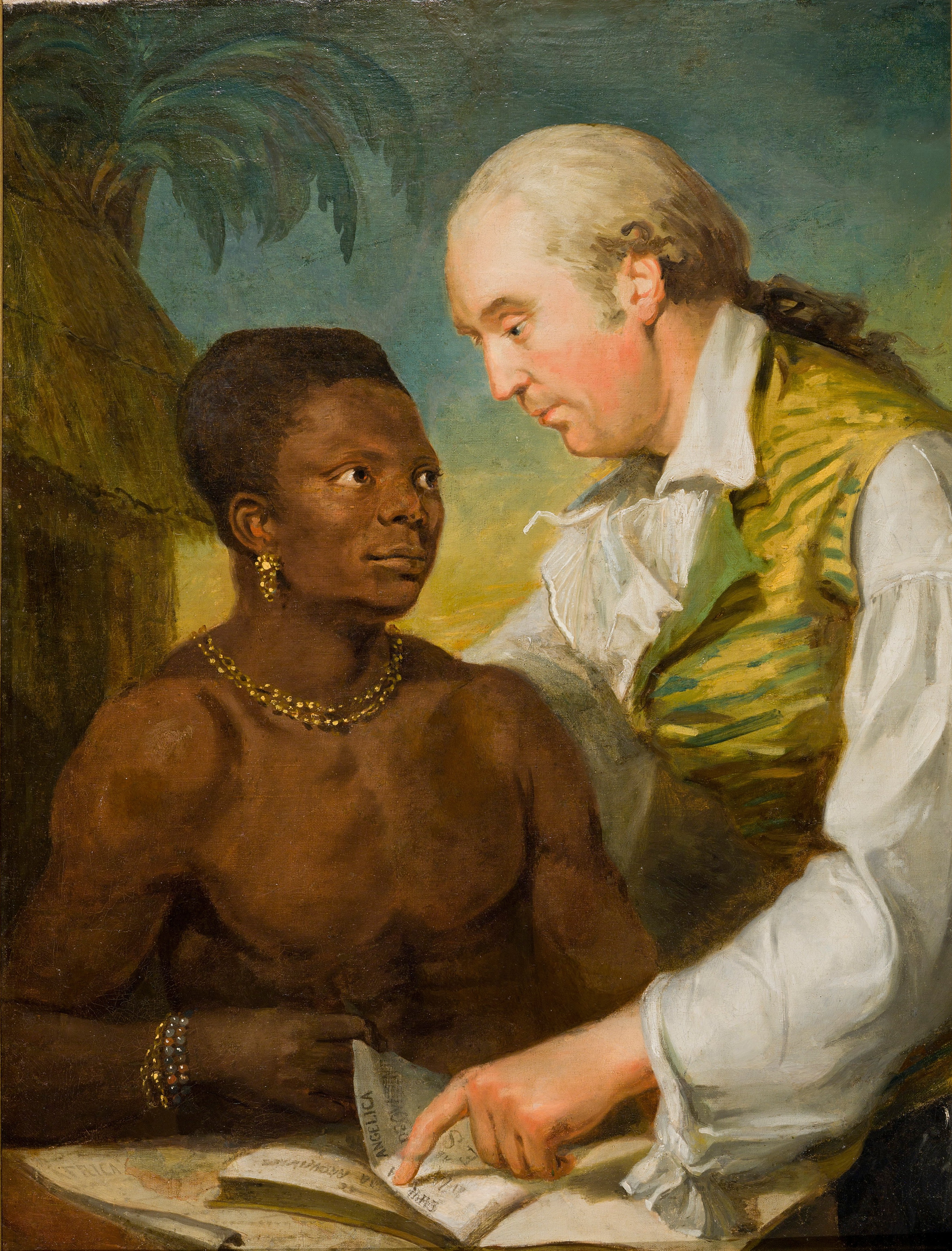
Wadström på Nordiska museets dubbelporträtt med honom, och den afrikanske prinsen Peter Panah. Målning från 1789 av Carl Fredrik von Breda.

Tillsammans med professor Anders Sparrman och överstelöjtnant Carl Axel Arrhenius reste han på kunglig bekostnad 1787–1788, till Afrikas västkust för att uppsöka en lämplig ort för anläggning av svenska kolonier för frigivna slavar. Kolonin grundades och administrerades av det svenska Sierra Leonesällskapet där man på försök införde jämlikhetsteorierna 1791. På återresan via Västindien stannade Wadström kvar först i London innan han bosatte sig i Manchester, där han umgicks i
abolitionistkretsar. I England blev han snart en lika aktad som insiktsfull rådgivare i alla frågor, som rörde Afrika.
Efter sin ankomst till England utgav han två arbeten, som väckte stor uppmärksamhet. Det ena var Observations on the slave trade and description of some part of the coast of Guinea 1789, som kom i svenska översättningen Anmärkningar rörande slaf-handeln på kusten af Guinea 1791 och det andra Essay on Colonization particularly applied to the Western Coast of Africa I–II 1794–1795 , vilket närmast föranledde anläggandet av ett par engelska nybyggen på Afrikas västra kust. Då man just vid denna tid börjat att i engelska parlamentet debattera frågan om slavhandelns avskaffande, fäste den förstnämnda av dessa skrifter allmän uppmärksamhet vid Wadström, som meddelade råd och upplysningar i denna viktiga fråga först till British privy council (konungens hemliga råd) och sedan i en för ändamålet tillsatt kommission i engelska underhuset. 

### Flytten till Frankrike
Sedan kolonin Sierra Leone skövlats av fransmännen, flyttade Wadström till Frankrike 1795 för att fortsätta sitt arbete och även där verka för slavhandelns avskaffande. För detta ändamål avgav han redan samma år sitt berömda tal till den lagstiftande kåren och direktoratet, i vilket han uppmanade Frankrike att göra gemensam sak med England och avsluta den orättfärdiga människohandeln. Under åren i Frankrike utgav han Précis sur l'établissement des colonies de Sierra Léona et de Boulama 1798 som senare trycktes i Archiv för nyare resor V–VI 1811. 
Som en del av sitt arbete med detta bidrog han kraftigt till återupprättandet av ett sällskap som tidigare varit verksamt i Frankrike, men vars verksamhet upphört, "De svartas vänner", för vilket han flera gånger var ordförande. Under dessa ansträngande arbeten fick han hjärtproblem och lades den 6 april 1799 i graven, sedan han några år förut blivit upptagen och erkänd som fransk medborgare.
Wadström var också en skicklig tecknare och redan i tjugoårsåldern utförde han några landskapsteckningar till Daniel Tilas monumentala samling av svenska historiskt-topografiska teckningar som numera ingår i Kungliga bibliotekets samling. Under en följd av år utförde han teckningar såväl i svart-vitt som i färg från sina resor i Sverige, övriga Europa och Västafrika i resejournaler och många brev. Förutom det kulturhistoriska värdet har teckningarna ett stort konstnärligt värde med hänsyn till teckningarnas höga kvalité. Under utresan till Västafrika 1887 tecknade han av fåglar och andra infångade djur på Kanarieöarna samt utsiktsbilder över Teneriffa, Palma, Gomera och Jernön. Flera av hans teckningar användes i hans agitation för avskaffandet av slaveriet och spreds som träsnitt eller gravyrer med beskrivande text på engelska eller franska. Det mesta av Wadströms konstnärliga kvarlåtenskap finns i släktarkivet och vid handskriftsavdelningen vid Kungliga biblioteket samt Norrköpings stadsbibliotek. Inte helt utan intresse är Wadströms konstnärliga släkt- och vänskapsförbindelser; han var svåger till Charlotta Westerberg som var gift med grafikern Johan Fredrik Martin, svägerskan Gustafva Westerberg var gift med Berndt Henric Fredenheim. Under sina år i London hörde Elias Martin och Johan Fredrik Martin till hans närmaste vänner, om dessa bröder var delaktiga i utredigeringen och gravyren av Wadströms teckningar före publiceringen är oklart. Han medverkade i Royal Academy of Arts utställning i London 1790 med målningen The Cruel kidnapping of the Negroes as described by Mr Wadstrom, målningen reproducerades senare i Ellen Hagens bok En frihetstidens son, Carl Bernhard Wadström som utgavs 1946.
"Öppen, livlig och fördragsam", yttrar en av hans minnestecknare – "förenade Wadström med dessa egenskaper en sällsynt vänfasthet och en böjelse att hjälpa, som ofta hänförde honom över gränsen av eget självbestånd. Han hade också många uppriktiga vänner, men hade icke varit den han var om han varit utan många fiender. Hans levnad utgjorde till stor del en strid för mänskligheten emot vinningslystnaden och förtrycket. När han hade omfattat ett i hans tankar ädelt och nyttigt ändamål, kunde ingen möda, ingen uppoffring tillbakahålla hans nit. Han hade prövats i många livsfaror men i dem alla bibehållit det lugna mod, som är en frukt af oskrymtad gudsfruktan och en på övertygelse grundad förtröstan."